# Pluteaceae
Pluteaceae is een familie van schimmels behorend tot de orde van Agaricales. 

## Kenmerken
Pluteaceae is een familie van kleine tot middelgrote paddenstoelen met vrije lamelaanhechtig en roze sporen. Soorten  van Pluteaceae kunnen worden aangezien voor Entolomataceae, maar kunnen worden onderscheiden door de hoekige sporen en aangehechte lamellen van de Entolomataceae.

## Familie
De familie bestaat uit de volgende geslachten:
- Chamaeota (8 soorten)
- Pluteus (403 soorten)
- Volvaria (2 soorten)
- Volvariella (90 soorten)
- Volvariopsis (2 soorten)
- Volvopluteus (4 soorten)

## Soorten
De volgende soorten worden in een afzonderlijk artikel behandeld:
- Zwartsnedehertenzwam (Pluteus atromarginatus)
- Gele aderhertenzwam (Pluteus chrysophaeus)
- Gewone hertenzwam (Pluteus cervinus)
- Goudgele hertenzwam (Pluteus leoninus)
- Dwerghertenzwam (Pluteus nanus)
- Geelsteelhertenzwam (Pluteus romellii)
- Grauwgroene hertenzwam (Pluteus salicinus)
- Pronkhertenzwam (Pluteus umbrosus)
- Parasietbeurszwam (Volvariella surrecta)
- Tropische beurszwam (Volvariella volvacea)